# Ксенофонтов, Игорь Борисович
Игорь Борисович Ксенофонтов (19 января 1939, Свердловск — 13 июня 1999, Казань) — советский, российский тренер по фигурному  катанию на коньках. Основоположник и руководитель Екатеринбургской школы фигурного катания. Заслуженный тренер РСФСР.

## Биография
Родился в городе Свердловске 19 января 1939 года в семье научных работников. С детства увлекался спортом, входил в сборные Свердловской области по волейболу и фигурному катанию.
По настоянию отца  Ксенофонтов после школы начал работать литейщиком, однако в 1958 году решил поступить в Омский государственный институт физической культуры. По окончании института в 1962 году работал преподавателем на кафедре велосипедного и конькобежного спорта ОГИФК. В 1964 году он возвращается в родной город, преподает на кафедре физкультуры и спорта Уральского политехнического института. В 1966 году его назначают на должность начальника учебно-спортивного отдела Свердловский областной совет спортивных обществ и организаций. В 1968 году становится судьёй по фигурному катанию всесоюзной категории.
1 марта 1969 года постановлением Совмина СССР при спорткомплексе «Юность» была создана детско-юношеская спортивная школа  по фигурному катанию, директором которой стал Игорь Ксенофонтов. Одновременно он возглавляет областную федерацию фигурного катания.
В 1981 году после Олимпиады в Лейк-Плейсиде Ксенофонтову поручили создать группу одиночного катания. Базой для неё стал ледовый дворец в Первоуральске.
После 1991 года ученики Ксенофонтова выступали за Узбекистан и Азербайджан. Сам тренер работал со спортсменами, представлявшими Израиль, Китай, Германию, Болгарию и др.
Игорь Ксенофонтов как и его отец Б. М. Ксенофонтов не был членом КПСС.
Скончался 13 июня 1999 года в Казани. Похоронен на Широкореченском кладбище Екатеринбурга.

## Семья
- Отец — Ксенофонтов Борис Максимович[2] (05.07.1914 — 15.03.1973), инженер-металлург, доктор технических наук,  профессор УГТУ-УПИ[3]
- Мать — Ксенофонтова (Серёгина) Галина Алексеевна (11.03.1915 — 19.01.2008), преподаватель  УГГИ[3]
- Сестра — Ксенофонтова Татьяна Борисовна (14.11.1941 — 28.01.2002), математик-программист
- Жена — Абрамычева (Сизова) Галина Николаевна (род. 25.06.1946) — архитектор, член Союза архитекторов СССР и России[1]
- Дочь — Ксенофонтова Мария Игоревна  (род. и ум. 01.05.1977)
- Сын — Ксенофонтов Алексей Игоревич  (род. 18.11.1979)
- Тесть — Сизов Николай Георгиевич  (09.12.1912 — 21.02.2001) — профессиональный  водитель, ветеран ВОВ.
- Теща — Сизова (Ворошилова) Вера Ефимовна  (30.09.1915 — 31.07.1996) — бухгалтер.

## Воспитанники
Среди учеников Игоря Ксенофонтова и школы неоднократные призеры чемпионатов мира, Европы, Азии, Олимпийских Игр и СССР:
- Марина Климова
- Марина Пестова и Станислав Леонович
- Вероника Першина и Марат Акбаров
- Наталья Карамышева и Ростислав Синицын
- Юлия и Ардо Ренник
- Наталья Лебедева
- Наталья Овчинникова (Корелина)
- Лариса Замотина
- Татьяна Малинина[4]
- Анастасия Гимазетдинова[5]

## Память
В Екатеринбурге в конце апреля на катке «Снежинка» СК «Юность» ежегодно   проводится турнир  памяти И. Б. Ксенофонтова, в 2009 в нем  приняли участие 300 спортсменов из многих городов России.

## Награды и звания
- Заслуженный тренер РСФСР (1974)
- Судья международной категории (1975)
- Орден «Знак Почета» (1971)
- Медаль «Ветеран Труда» (1988)
- Почетный знак «За заслуги в развитии физической культуры и спорта» (1999)